# Mauritiusbuulbuul
De mauritiusbuulbuul (Hypsipetes olivaceus) is een zangvogel uit de familie Pycnonotidae (buulbuuls).

## Verspreiding en leefgebied
Deze soort is endemisch op Mauritius, een eiland in de Indische Oceaan ten oosten van Madagaskar.

## Status
De grootte van de populatie is in 1993 geschat op 560 volwassen vogels. Aangenomen wordt dat dit aantal sindsdien stabiel is gebleven. Omdat de populatie erg klein is heeft deze soort op de Rode lijst van de IUCN de status kwetsbaar.